# 러시안 마피아
러시안 마피아(러시아어: росси́йская ма́фия, 영어: Russian mafia)는 러시아의 범죄 조직이다. 소련이 1991년, 붕괴할 무렵 범죄 조직들이 옛 KGB(소련보안위원회)나 경찰, 검찰 출신들을 고용해 이들의 전문성을 활용하거나 권력기관과 결탁하여 본격적으로 발전했다. 현재 40여 개의 파벌에 20만 명 이상이 활동 중인 것으로 알려졌다. 거리의 상점인 키오스크를 운영하거나 세금을 갈취하는 키오스크 마피아 이외에 합법적인 사업을 가장한 비즈니스 마피아, 관료 마피아, 콜렉터 마피아 등 대략 4개 집단으로 분류된다.